# Thẩm Chấn Hiên
Thẩm Chấn Hiên (tiếng Trung: 沈震軒; bính âm: Sum Chun Hin, tên tiếng Anh: Sammy Sum, sinh ngày 4 tháng 5 năm 1983), là một nam diễn viên kiêm ca sĩ người Hồng Kông. Anh là diễn của hãng TVB.

## Tiểu sử
Thẩm Chấn Hiên nói thông thạo tiếng Quảng Châu Hồng Kông, tiếng Quan Thoại , tiếng Pháp Canada và tiếng Anh Bắc Mỹ. Sinh ra ở Hồng Kông, nhưng năm 10 tuổi anh đã chuyển đến Montreal, Quebec, Canada cùng gia đình, nơi anh trải qua tất cả những năm tháng thiếu niên cho đến đầu những năm 20 tuổi. Anh chuyển về Hồng Kông vào giữa những năm 20 tuổi và tham gia vào lĩnh vực giải trí TVB, bao gồm cả việc đóng phim Hồng Kông.

## Sự nghiệp
Năm 2006, Thẩm Chấn Hiên tham gia buổi thử giọng cho TVbeople, một hệ thống tuyển chọn tài năng do TVB tổ chức, và được chọn ký hợp đồng nghệ sĩ hai năm với công ty cùng với sáu người chiến thắng khác. Trước khi đóng phim truyền hình, anh đã tham gia các lớp diễn xuất của TVB và tốt nghiệp khóa đào tạo nghệ sĩ thứ 22 của TVB năm 2007.
Năm 2014, Thẩm Chấn Hiên được công nhận nhờ diễn xuất trong bộ phim tội phạm Mất dấu, nhờ đó anh được đề cử Nam nghệ sĩ tiến bộ nhất tại Lễ trao giải TVB Anniversary.
Ngoài đóng phim, Thẩm Chấn Hiên còn là ca sĩ, anh từng góp mặt trong các chương trình ca nhạc của TVB và đã phát hành album riêng.
Đầu năm 2016, Thẩm Chấn Hiên đoạt giải bài hát yêu thích nhất Quý 1 của Kình Ca Kim Khúc năm 2016 với ca khúc "Trời Xanh Mây Trắng" trong bộ phim Công Công Xuất Cung. Và Tính Tại Hữu Tình của giám chế Văn Vỹ Hồng là bộ phim cuối cùng của Thẩm Chấn Hiên tại TVB.
Tháng 11 năm 2016, Thẩm Chấn Hiên chính thức hết hạn hợp đồng và rời khỏi nhà đài TVB, anh cũng tuyên bố sau này sẽ tiếp tục cùng hợp tác với TVB.
Năm 2019, sau hơn 3 năm “rời tổ”, Thẩm Chấn Hiên tiết lộ bản thân sẽ quay trở về nhà đài để đóng phim, đồng thời còn hợp tác với Tiêu Chính Nam.

## Danh sách phim

### Phim truyền hình
| Năm phát hành | Tên tiếng Việt                             | Tên tiếng Anh                   | Vai diễn                      | Ghi chú             |
| ------------- | ------------------------------------------ | ------------------------------- | ----------------------------- | ------------------- |
| 2008          | Điềm Ngôn Mật Ngữ (Lời nói ngọt ngào )     | Speech of Silence               | Nam diễn viên truyền hình     | Tập 20              |
|               | Hoa Tá Tự Kỉ Nhân                          |                                 |                               |                     |
|               | Click vào thiên niên kỷ mới                | Pages of Treasures              | Cảnh sát                      | Tập 17              |
| 2009          | Tranh quyền đoạt vị                        | The Greatness of a Hero         | Quân lính                     | Tập 4 - 5           |
| 2009          | Vua bi da                                  | The King of Snooker             | Vai khách                     | Tập 3               |
| 2009          | Học cảnh truy kích                         | E.U.                            | Kin                           |                     |
| 2009          | Vương Lão Hổ cướp vợ                       | A Bride for a Ride              | Lính Jinyiwei                 |                     |
| 2009          | Bà nhà Tôi                                 | Just Love II                    | Bạn của Lý Cảnh Hào           | Tập 23              |
| 2009          | ID Tinh Anh                                | The Threshold of a Persona      | Thành viên                    |                     |
| 2009          | Liệt Hoả Hùng Tâm 3                        | Burning Flame III               | Derek                         |                     |
| 2009          | Muối mặn thâm thù                          | Sweetness in the Salt           | Follower                      |                     |
| 2009          | Đội điều tra đặc biệt II                   | D.I.E. Again                    | Phóng viên thời sự            |                     |
| 2009          | Thái Ngạc và Tiểu Phụng Tiên               | In the Chamber of Bliss         | Quách công tử                 | Tập 7               |
| 2009          | Bản sao                                    | A Chip Off the Old Block        | Cảnh sát                      |                     |
| 2009          | Trò chơi sắc đẹp                           | The Beauty of the game          | David                         | Tập 9               |
| 2010          | Ông xã vạn tuế                             | My Better Half                  | Ducky Ming                    |                     |
| 2010          | Hình cảnh                                  | Gun Metal Grey                  | Cảnh sát thợ lặn              |                     |
| 2010          | Đường Bà Hổ điểm Thu Hương                 | In the Eye of the Beholder      | Dân làng                      | Tập 9               |
| 2010          | Thiết Mã Tầm Kiều                          | A Fistful of Stances            | Ching                         |                     |
| 2010          | Phi Nữ Chính Truyện                        | Fly with Me                     | Nhân viên pháp chứng          | Tập 4               |
| 2010          | Tình Taxi                                  | When Lanes Merge                | Nhân viên pháp chứng          |                     |
| 2010          | Hành trình hái sao                         | Growing Through Life            | Real estate manager           |                     |
| 2010          | Những vụ án kì lạ                          | Twilight Investigation          | Security guard                |                     |
| 2010          | Sự cám dỗ nguy hiểm                        | Links to Temptation             | Chủ quán                      | Tập 5               |
| 2011          | Giải Mã Nhân Tâm                           | A Great Way to Care             | Waiter                        |                     |
| 2011          | Nữ Quyền                                   | Grace Under Fire                | a "john"                      |                     |
| 2011          | Tại sao sếp làm thầy (Trường học mật cảnh) | Yes, Sir. Sorry, Sir!           | Bạn trai                      |                     |
| 2011          | Chân tướng                                 | The Other Truth                 | Bartender                     |                     |
| 2011          | Tiềm hành truy kích                        | Lives of Omission               | Bóng đèn                      |                     |
| 2011          | Bằng Chứng Thép III                        | Forensic Heroes III             | PC Lê Minh Vĩ                 |                     |
| 2011          | Thiên và Địa                               | When Heaven Burns               | Guitarist                     | Tập 25              |
| 2012          | Tâm Chiến                                  | Master of Play                  | Jerry                         |                     |
| 2012          | Tạo vương giả                              | King Maker                      | Yeung Kuk                     |                     |
| 2012          | Hồi đáo tam quốc                           | Three Kingdoms RPG              | Thị Vệ/quân lính của Tào Tháo | Tập 8, 14, 15       |
| 2012          | Danh gia vọng tộc                          | Silver Spoon, Sterling Shackles | Aisin Gioro Erxi              |                     |
| 2012-13       | Pháp Võng Truy Kích                        | Friendly Fire                   | Poon Hing                     |                     |
| 2013          | Ngọc Tỷ kỳ án                              | The Day of Days                 | Brother Lung                  |                     |
| 2013          | Tình yêu biển xa                           | Slow Boat Home                  | Albert Dino                   |                     |
| 2013          | Hảo Tâm Tác Quái                           | A Change of Heart               | Chui Tung-kin                 |                     |
| 2013          | Tình ngịch tam thế duyên                   | Always and Ever                 | Lưu Toàn - sĩ quan cảnh sát   | 1950s (Tập 13 - 30) |
| 2013          | My Thịnh Lady                              | Bounty Lady                     | Lau Pat-kin                   |                     |
| 2014          | Sứ đồ hành giả                             | Line Walker                     | Kobe Liên Hạo Cần             |                     |
| 2014          | Đại Dược Phường                            | All That Is Bitter Is Sweet     | Ngai Chun                     |                     |
| 2015          | Xung Tuyến                                 | Young Charioteers               | Fighting Yip Fai-ting         |                     |
| 2016          | Tính tại hữu tình                          | Come with Me                    | To Tak-kee                    |                     |
| 2018          | Vạch tội                                   | Shadow of Justice               | Ah Kwong                      |                     |
| 2020          | Phi phàm tam hiệp                          | The Impossible 3                | Luk Ka-ming                   |                     |
| 2021          | Tế Công truyền kỳ                          | Final Destiny                   | Phương Chí Bằng               |                     |
| 2022          | Sứ giả siêu năng                           | I’ve Got The Power              | Cheung Kin-wai                |                     |

### Phim điện ảnh
| Năm phát hành | Tên tiếng Việt                                 | Tên tiếng Anh                 | Vai diễn    | Ghi chú |
| ------------- | ---------------------------------------------- | ----------------------------- | ----------- | ------- |
| 2012          | Lan Quế Phường 2                               | Lan Kwai Fong 2               | Yuen Po-hin |         |
| 2013          | Cổ Hoặc Tử / Người Trong Giang Hồ: Trật Tự Mới | Young and Dangerous: Reloaded | A Khôn      |         |
|               | Câu nữ bất li tam huynh đệ                     |                               |             |         |
|               | Đổ Thành Phong Vân                             |                               |             |         |

### Sitcom
| Năm phát hành | Tên tiếng Việt                         | Tên tiếng Anh      | Vai diễn    | Ghi chú |
| ------------- | -------------------------------------- | ------------------ | ----------- | ------- |
| 2008 - 2010   | Tình đồng nghiệp                       | Off Pedder         | Yuen Po-hin |         |
| 2011          | Câu chuyện gia đình / Bếp lửa gia đình | Be home for dinner | Lee Yan-tik |         |

## Âm nhạc
- 2013 : <Nói nhiều thành thật(講多變真)> <Ngày qua ngày đợi chờ em (一天一天等下去)>
- 2014 : <Thất Tình (失愛)> <Darling (親愛的)>